# Mecysmauchenius
Mecysmauchenius is een geslacht van spinnen uit de familie Mecysmaucheniidae.

## Soorten
- Mecysmauchenius canan Forster & Platnick, 1984
- Mecysmauchenius chacamo Forster & Platnick, 1984
- Mecysmauchenius chapo Forster & Platnick, 1984
- Mecysmauchenius chepu Forster & Platnick, 1984
- Mecysmauchenius chincay Forster & Platnick, 1984
- Mecysmauchenius eden Forster & Platnick, 1984
- Mecysmauchenius fernandez Forster & Platnick, 1984
- Mecysmauchenius gertschi Zapfe, 1960
- Mecysmauchenius newtoni Forster & Platnick, 1984
- Mecysmauchenius osorno Forster & Platnick, 1984
- Mecysmauchenius platnicki Grismado & Ramírez, 2005
- Mecysmauchenius puyehue Forster & Platnick, 1984
- Mecysmauchenius segmentatus Simon, 1884
- Mecysmauchenius termas Forster & Platnick, 1984
- Mecysmauchenius thayerae Forster & Platnick, 1984
- Mecysmauchenius victoria Forster & Platnick, 1984
- Mecysmauchenius villarrica Forster & Platnick, 1984